# 世界パズル選手権
世界パズル選手権（せかいパズルせんしゅけん、英語：World Puzzle Championship）は、世界パズル連盟が主催するパズルの国際大会である。第1回大会は1992年にニューヨークで開催され、以降毎年行われている。

## 歴史
パズル選手権の前身として、ヨーロッパで行われていたクロスワードマラソンというクロスワードパズルを作成する大会があった。ポーランドで始まったこの大会は、1990年には13カ国が参加する大会となった。しかし、クロスワードには言語の壁があり他国の作品を評価するのが難しいという問題があった。
この問題を解消するために言語の障壁を取り除いたパズルの大会が考えられ、GAMES誌の主催により第1回大会が開催された。

## 内容
各国の代表5人が問題を解き、正解者に与えられる得点の合計で順位が決定する。
代表の選び方は各国で異なっている。国内で行った大会の上位者を選ぶことが多いが、予選をせずに代表を選抜するケースもある。例えばアメリカでは、第3回から第7回まで同じメンバーを参加させていた。
問題は基本的に開催国のスタッフが準備するが、国によって不利にならないよう言語や文化などに依存しないような問題が多く出題される。そうでない問題（例えば、モールス信号を利用した問題など）は協議により無効になる場合もある。
2010年10月現在、45の国や地域が連盟に加盟している。

## 開催地及び結果
| 年   | 開催国                                   | 開催都市                                 | 個人                                     | 個人                                     | 個人                                     | 団体                                     | 団体                                     | 団体                                     |
| 年   | 開催国                                   | 開催都市                                 | 金                                       | 銀                                       | 銅                                       | 金                                       | 銀                                       | 銅                                       |
| ---- | ---------------------------------------- | ---------------------------------------- | ---------------------------------------- | ---------------------------------------- | ---------------------------------------- | ---------------------------------------- | ---------------------------------------- | ---------------------------------------- |
| 1992 | アメリカ                                 | ニューヨーク                             | David Samuel                             | Darren Rigby                             | Daniel Johnson                           | アメリカ合衆国                           | アルゼンチン                             | ポーランド                               |
| 1993 | チェコ                                   | ブルノ                                   | Robert Babilon                           | Wei-Hwa Huang                            | Pavel Kalhous                            | チェコ                                   | アメリカ合衆国                           | カナダ                                   |
| 1994 | ドイツ                                   | ケルン                                   | Ron Osher                                | Pavel Kalhous                            | Pero Galogaza                            | チェコ                                   | アメリカ合衆国                           | クロアチア                               |
| 1995 | ルーマニア                               | Poiana Brasov                            | Wei-Hwa Huang                            | Istvan Gyorgy                            | Pavel Kalhous                            | アメリカ合衆国                           | チェコ                                   | ハンガリー                               |
| 1996 | オランダ                                 | ユトレヒト                               | Robert Babilon                           | Zack Butler                              | Wei-Hwa Huang                            | アメリカ合衆国                           | チェコ                                   | トルコ                                   |
| 1997 | クロアチア                               | コプリヴニツァ                           | Wei-Hwa Huang                            | Ron Osher                                | Robert Babilon                           | チェコ                                   | アメリカ合衆国                           | ハンガリー                               |
| 1998 | トルコ                                   | イスタンブール                           | Wei-Hwa Huang                            | 中井昌                                   | Zack Butler                              | アメリカ合衆国                           | 日本                                     | ハンガリー                               |
| 1999 | ハンガリー                               | ブダペスト                               | Wei-Hwa Huang                            | Zack Butler                              | Niels Roest                              | アメリカ合衆国                           | オランダ                                 | チェコ                                   |
| 2000 | アメリカ                                 | スタンフォード                           | Ulrich Voigt                             | Wei-Hwa Huang                            | Niels Roest                              | アメリカ合衆国                           | オランダ                                 | ドイツ                                   |
| 2001 | チェコ                                   | ブルノ                                   | Ulrich Voigt                             | Robert Babilon                           | Zack Butler                              | アメリカ合衆国                           | チェコ                                   | ベルギー                                 |
| 2002 | フィンランド                             | オウル                                   | Roest Niels                              | Ulrich Voigt                             | Roland Voigt                             | 日本                                     | ドイツ                                   | アメリカ合衆国                           |
| 2003 | オランダ                                 | アーネム                                 | Ulrich Voigt                             | Wei-Hwa Huang                            | Roger Barkan                             | ドイツ                                   | アメリカ合衆国                           | オランダ                                 |
| 2004 | クロアチア                               | オパティヤ                               | Niels Roest                              | Ulrich Voigt                             | Roger Barkan                             | アメリカ合衆国                           | ドイツ                                   | ハンガリー                               |
| 2005 | ハンガリー                               | エゲル                                   | Ulrich Voigt                             | Wei-Hwa Huang                            | Niels Roest                              | ドイツ                                   | アメリカ合衆国                           | 日本                                     |
| 2006 | ブルガリア                               | ボロヴェッツ                             | Ulrich Voigt                             | Wei-Hwa Huang                            | 横田真秀                                 | アメリカ合衆国                           | ドイツ                                   | 日本                                     |
| 2007 | ブラジル                                 | リオデジャネイロ                         | Pal Madarassy                            | Thomas Snyder                            | Ulrich Voigt                             | アメリカ合衆国                           | 日本                                     | ベルギー                                 |
| 2008 | ベラルーシ                               | ミンスク                                 | Ulrich Voigt                             | Mehmet Murat Sevim                       | Roger Barkan                             | アメリカ合衆国                           | 日本                                     | チェコ                                   |
| 2009 | トルコ                                   | アンタルヤ                               | Ulrich Voigt                             | Peter Hudák                              | Mehmet Murat Sevim                       | ドイツ                                   | アメリカ合衆国                           | 日本                                     |
| 2010 | ポーランド                               | パプロトーニャ                           | 有松太郎                                 | Ulrich Voigt                             | 條秀彰                                   | アメリカ合衆国                           | 日本                                     | ドイツ                                   |
| 2011 | ハンガリー                               | エゲル                                   | Palmer Mebane                            | Ulrich Voigt                             | Thomas Snyder                            | アメリカ合衆国                           | ドイツ                                   | 日本                                     |
| 2012 | クロアチア                               | Kraljevica                               | Ulrich Voigt                             | Thomas Snyder                            | Palmer Mebane                            | ドイツ                                   | 日本                                     | アメリカ合衆国                           |
| 2013 | 中国                                     | 北京                                     | Ulrich Voigt                             | Palmer Mebane                            | Thomas Snyder                            | アメリカ合衆国                           | ドイツ                                   | 日本                                     |
| 2014 | イギリス                                 | ロンドン                                 | Ulrich Voigt                             | Palmer Mebane                            | Florian Kirch                            | ドイツ                                   | 日本                                     | アメリカ合衆国                           |
| 2015 | ブルガリア                               | ソフィア                                 | 遠藤憲                                   | Ulrich Voigt                             | Palmer Mebane                            | ドイツ                                   | 日本                                     | アメリカ合衆国                           |
| 2016 | スロバキア                               | ブラチスラヴァ                           | Ulrich Voigt                             | Palmer Mebane                            | 遠藤憲                                   | ドイツ                                   | 日本                                     | アメリカ合衆国                           |
| 2017 | インド                                   | バンガロール                             | 遠藤憲                                   | Ulrich Voigt                             | 森西亨太                                 | 日本                                     | アメリカ合衆国                           | ドイツ                                   |
| 2018 | チェコ                                   | プラハ                                   | Thomas Snyder                            | Ulrich Voigt                             | 遠藤憲                                   | ドイツ                                   | アメリカ合衆国                           | ハンガリー                               |
| 2019 | ドイツ                                   | キルヒハイム                             | Philipp Weiß                             | 遠藤憲                                   | Walker Anderson                          | アメリカ合衆国                           | ドイツ                                   | 日本                                     |
| 2020 | 新型コロナウイルス感染症の影響で開催中止 | 新型コロナウイルス感染症の影響で開催中止 | 新型コロナウイルス感染症の影響で開催中止 | 新型コロナウイルス感染症の影響で開催中止 | 新型コロナウイルス感染症の影響で開催中止 | 新型コロナウイルス感染症の影響で開催中止 | 新型コロナウイルス感染症の影響で開催中止 | 新型コロナウイルス感染症の影響で開催中止 |

## 日本と世界パズル選手権

### 参加
日本は、第1回の大会から選手を派遣している。以降2001年を除き毎回選手を派遣している。選手は作家代表1名と国内予選で選ばれた4人からなる。これとは別にキャプテンの西尾徹也らスタッフが同行する。
最初の頃は成績が芳しくなかったが、これは選手の実力よりも問題の傾向（例えば「都市名の綴り」など知識を問われる部分）によるものといわれる。第7回大会以降はこのような問題が減少し、日本チームが上位に食い込むことも珍しくなくなっている。2002年の大会では日本チームが優勝している。
2010年には有松太郎が日本人で初めて個人戦で優勝した。有松は2002年の団体優勝のときのメンバーでもある。

#### 日本予選
日本の選手の選抜は、以前は世界文化社が担当していた。日本パズル連盟の発足後は同団体が選考を行っている。
初期は、パズラーを始めとする同社の系列誌で1次予選問題が発表された。正解者の中から抽選で2次予選問題が送付される。この上位者が東京に集まり決勝戦が行われていた。
途中からインターネットを利用した予選が併設され、この上位者が上記の予選通過者と共に決勝大会を行った。
2008年には選抜がインターネット出題に一本化されたが、予選そのものが行われない年もあった。

### 出題
原則として問題の作成は開催国のスタッフが行うため、日本人が問題を作成した例はほとんどない。確認できるのは第1回と第7回のみである。
第1回の開催に際して芦ヶ原伸之は何問か問題を提供している。少なくとも小町算系の数理パズルとメカニカルパズル2種の3題を出題している。
第7回大会はトルコで行われたが、世界パズル連盟のスタッフに請われた西尾徹也が中心となって問題を作成している。西尾は世界文化社で作品を発表している作家だけでなくニコリにも協力を要請し、多くの「言語や文化に依存せず論理だけで解けるパズル」を出題した。